# Rue Bernadette
La rue Bernadette (en occitan : carrièra Bernadeta) est une voie de Toulouse, chef-lieu de la région Occitanie, dans le Midi de la France.

## Situation et accès

### Description
La rue Bernadette est une voie publique. Elle se trouve au sud du quartier de la Croix-de-Pierre.
Elle naît perpendiculairement à la route d'Espagne. Elle est longe de 399 mètres et parfaitement rectiligne, orientée au nord-est, d'une largeur régulière de 10 mètres, sauf dans sa partie centrale, où elle s'élargit à 20 mètres. Elle se termine au carrefour de la route de Seysses, face à la place qui se forme devant l'accès aux quais de la gare de Gallieni-Cancéropôle.
La chaussée compte une seule voie de circulation automobile à double-sens. Elle appartient à une zone 30 et la circulation y est limitée à 30 km/h. Il n'existe pas d'aménagement cyclable.

### Voies rencontrées
La rue Bernadette rencontre les voies suivantes, dans l'ordre des numéros croissants :
1. Route d'Espagne
2. Route de Seysses

### Transports
La rue Bernadette n'est pas directement desservie par les transports en commun. Elle débouche cependant, à l'ouest, sur la route de Seysses, parcourue par la ligne de Linéo L4, qui plus est à proximité immédiate de la gare de Gallieni-Cancéropôle, sur la ligne de chemin de fer de Toulouse à Auch. À l'est, la rue Bernadette aboutit à la route d'Espagne, desservie par la ligne de Linéo L5 et par la ligne de bus 152.
La station de vélos en libre-service VélôToulouse la plus proche est la station no 274 (face 296 route de Seysses).

## Odonymie
L'origine du nom de la rue n'est pas tout à fait certaine. Il semble, pour le géographe toulousain Jean Coppolani, qu'il s'agisse du prénom de la fille ou de l'épouse du principal lotisseur de la rue.

## Patrimoine et lieux d'intérêt
- no  1 : maison (deuxième quart du XXe siècle)[2].
- no  10 : maison (deuxième quart du XXe siècle)[3].
- no  13 : maison (deuxième moitié du XXe siècle)[4].
- no  15 : maison (deuxième moitié du XXe siècle)[5].
- no  33 : maison (deuxième quart du XXe siècle)[6].
- no  59 : maison (deuxième quart du XXe siècle)[7].
- no  62 : maison (deuxième quart du XXe siècle)[8].